# Musique irlandaise

Armoiries de l'Irlande.

La musique irlandaise s'est développée sur toute l'île d'Irlande depuis l'Antiquité, parfois influencée par le contexte politique ou religieux de l'époque. À la suite de l'émigration massive des Irlandais au XIXe siècle, elle s'est répandue aux États-Unis notamment, mais aussi sur l'ensemble du Royaume-Uni. Elle a été incluse dans d’autres styles et de nombreux reels et jigs irlandais ont été repris, entre autres par le bluegrass et la musique traditionnelle canadienne, y compris au Québec.
La musique la plus ancienne connue en Irlande est celle des harpistes des clans gaéliques datant du IXe siècle. La harpe figure comme emblème du pays depuis au moins le XIIIe siècle. On ne sait rien des musiciens non professionnels ni des danses pratiquées à l'époque mais le harpiste accompagnait un poète qui proclamait les louanges du chef de clan auquel il était rattaché.
Avec le temps, les musiciens devinrent peu à peu des musiciens itinérants, conséquence du déclin de la société gaélique entre le XIIe siècle et le XVIIe siècle, dont un des derniers témoins est le harpiste Turlough O'Carolan mort au XVIIIe siècle.
Au XVIIe siècle, les danses devinrent très populaires, comme dans le reste de l'Europe. La danse irlandaise connait son apogée au XIXe siècle, et de nombreux témoignages de voyageurs en Irlande prouvent son importance.
En raison d'une crainte de la disparition de la musique irlandaise et de ses instruments, un grand nombre de nationalistes convaincus se regroupèrent à partir de la fin du XVIIIe siècle pour tenter de la faire revivre dans diverses associations.
On assiste depuis les années 1970, et par vagues successives, à un intérêt très marqué pour la musique irlandaise dans le monde entier, particulièrement aux États-Unis où existe une forte communauté d'origine irlandaise, et à un très fort développement de sa commercialisation (disques, concerts, etc.). Si la musique actuelle, harmonisée selon des canons modernes et travaillée en studio, a peu de chose en commun avec les interprétations originales, elle a acquis en contrepartie une renommée internationale exceptionnelle. Aujourd'hui, le terme « musique celtique » se réfère très souvent à cette musique traditionnelle irlandaise actualisée ; on y classe aussi les musiques écossaise, bretonne, galloise, cornouaillaise et asturienne/galicienne (Espagne), traditionnelles ou non. Certaines maisons d'édition musicale disposent d'un catalogue de World celtic music.

## Caractéristiques

### Musique traditionnelle
Principalement originaire des XVIIIe et XIXe siècles sous la forme connue actuellement, la musique traditionnelle se subdivise en musique vocale d’une part et musique instrumentale d’autre part. Mais c'est la voix qui en forme la base, en raison d'une caractéristique prépondérante de cette musique essentiellement mélodique : les ornementations. On distingue 
- le chant sean-nós (litt. « style ancien »), chant en gaélique a cappella, difficile d'accès au premier abord, issu du Moyen Âge, une des formes du chant traditionnel irlandais ;
- la musique de danse, purement instrumentale qui depuis quelques décennies se joue aussi dans les pubs (socializing) ;
- la musique mélodique, avec les ballades, les slow airs (mélodie instrumentale lente et calme) et les laments (mélopées racontant une histoire triste, proches des gwerzioù bretonnes) ;
- les ballads, chants militants composés pour magnifier l'esprit et l'action nationaliste, en particulier à partir du XIXe siècle, dont sont issues les "protest songs" d'Irlande du Nord au XXe siècle.

Aujourd'hui, on rencontre surtout des interprétations de la musique de danse, qui a le plus suscité de compositions, et des ballades en anglais. Certains interprètes et/ou groupes (Altan, La Lugh, Danu, Téada, U2) chantent néanmoins en gaélique. Les thèmes généraux sont, comme partout, l'amour, la mort, la guerre, le travail, l'héroïsme, l'humour plus deux thèmes récurrents liés à l'histoire irlandaise : l'exaltation du sentiment national et l'émigration massive vers les États-Unis. Les inspirations mythologiques, religieuses (païennes) et poétiques sont également courantes en raison du fait que ces domaines font partie intégrante de la culture celte.
Du point de vue harmonique, la musique traditionnelle est diatonique, mais comporte parfois des altérations, et se joue principalement dans les tonalités de sol, ré et la majeurs. Le mode majeur domine largement ; les rares tunes en mineur se jouent en mi, la ou si. Il existe aussi une littérature musicale adaptée pour le violon (et dérivés, mandoline, banjo...) en do, fa, si♭ et relatives (la mineur, ré mineur et sol mineur). Les flûtistes maîtrisant les clés peuvent néanmoins s'y adapter.

### Musique de danse
La première source révélant le nom d’une danse irlandaise remonte à 1590. Dix ans plus tard, Fynes Moryson, secrétaire de Lord Mountjoy, écrit que les Irlandais « dansent très volontiers, n’usant pas de l’art des mesures lentes ou des gaillardes, mais seulement de danses campagnardes ». Un quatrain rédigé en 1670 mentionne quatre noms de danses. Arthur Young, dans son Tour of Ireland (1776-79), écrit que « danser est une chose commune pour les gens pauvres. Les maîtres à danser voyagent dans les campagnes, de cabane en cabane, avec un cornemuseux ou un violoneux aveugle, et le prix est de six d. et un quart. C’est un système d’éducation complet. » Un témoignage écrit atteste du fait que les envahisseurs anglo-normands introduisirent des danses en Irlande vers 1410. Il est cependant certain qu'il existait des danses religieuses ou guerrières chez les Celtes.

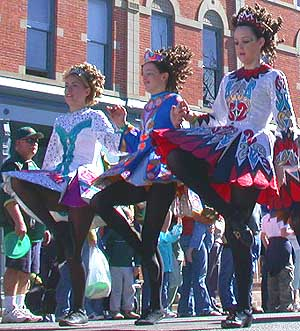
Danse irlandaise, fête de la Saint-Patrick

La musique de danse constitue un répertoire énorme (plus de 6 000 mélodies ou tunes) réparti en plusieurs types dont les trois principaux sont la jig (du français "gigue", cf. l'allemand geige, violon), le reel et le hornpipe.
Il existe trois formes de jig :
1. la double jig, en 6/8, dont l’unité rythmique consiste en deux groupes de trois croches. Son autre caractéristique réside dans la dernière mesure comprenant trois croches et une noire, celle-ci reproduisant la même note que les 2e et 3e croches ;
2. la single jig, en 6/8 ou 12/8, présente une unité rythmique de deux groupes de noire-croche. Cette jig est caractérisée par sa dernière mesure comprenant une noire pointée et une croche ;
3. la slip jig ou hop jig adopte la mesure 9/8 par groupes de 3 croches (3/8 3/8 3/8). Ce type de jig se distingue en outre par sa structure de deux fois quatre mesures, les autres jigs comptant toujours deux fois huit mesures.

Le slide est une sorte de jig en 12/8, qui se caractérise par ses pas glissés, d’où son nom (en anglais, to slide signifie glisser).
L’unité rythmique du reel consiste en deux groupes de quatre croches (mesure 2/2 ou C barré). Rapide — voire très rapide — dans la majorité des cas, cette danse peut parfois être interprétée sur un tempo lent, prenant alors le nom de slow reel.
Le hornpipe adopte la mesure 4/4 et se joue sur un tempo modéré. On accentue en principe une croche sur deux, non comme les « croches inégales » du baroque français, mais plus ou moins comme si la première valait les deux dernières croches du triolet.
En général, quelle que soit la danse, la structure usuelle adopte la forme A A B B ou (A) s’appelle tune et (B) turn. Comportant quatre ou huit mesures chacune, elles forment une « question-réponse ». Chaque partie est répétée, mais la fin de la reprise est parfois légèrement modifiée (A A’ B B’) pour permettre aux danseurs de savoir quand ils doivent s’apprêter à un pas différent.
On rencontre parfois une troisième (C) et plus rarement encore une quatrième partie (D) concluant la danse ; dans la majorité des cas, composées par un interprète, elles sont des variations qui se sont introduites dans le répertoire au fil du temps.
À part les polkas – prisées dans la région de Sliabh luachra (à cheval sur les comtés de Cork et de Kerry) -, les valses et quelques autres rares danses (fling, barn-dance dans le nord du pays), il existe encore une suite de danse irlandaise particulière : le set-dance (du français « suite de danse »). Inventée par les maîtres à danser au XVIIIe siècle, elle reçut un nom particulier à cause de sa structure différente qui requérait des pas propres à chaque mélodie. Le plus connu des set-dances est probablement the Blackbird dont les deux parties comptent respectivement 8 et 15 mesures. On peut aussi citer the Knights of Saint Patrick.

## Titres, sources et notations

### Titres
Transmise oralement comme toute tradition populaire, la musique traditionnelle dépendit durant des siècles de la mémoire des fiddlers, pipers et autres interprètes qui transmirent les tunes (airs) à leurs proches. Si la mémoire purement musicale ne fut que rarement prise en défaut — le nombre de tunes parvenues jusqu’à nous en témoigne, et les différences entre diverses versions sont quasiment insignifiantes : on peut presque toujours très aisément reconnaître la mélodie —, il en va tout autrement des titres desdits tunes En effet, bon nombre de mélodies portent plusieurs titres, parfois fort différents. C’est notamment le cas du reel Ah, Surely également intitulé The Bonfire, The Boys of twenty-Five, The Killaghbeg house, The rose in the garden, The windy gap ; de la jig (Old) Apples in winter, aussi désignée sous les noms Joe Kennedy’s, General White’s, The Misfortunate ou  Unfortunate Rake, (Next) Sunday is my wedding day, Rattle the Quilt, The shamrock ou The Squint-eyed piper. Enfin, le reel The Boyne hunt est connu sous plus de 70 titres différents... D'autres prêtent à confusion : ainsi le hornpipe The fisherman’s lilt avec la jig The lilting fisherman, ou la double jig The humours of whiskey avec la slip jig du même nom !

### Sources
- Edward Bunting (1773-1843), le premier grand collecteur de musique irlandaise qu'il découvrit en 1792 lorsqu’il fut engagé comme transcripteur au Festival de harpe de Belfast. Il commença à collecter la musique irlandaise, rendant visite à quelques harpistes et parcourant les campagnes à la recherche de mélodies. Son premier volume parut en 1796 ; il contenait 66 airs, dont beaucoup d'inédits. Son dernier volume (1840) consiste en matériel recueilli en 1809, mais inclut aussi une description des méthodes utilisées par les harpistes avec des notes concernant leur vie, ainsi qu’une liste de termes techniques relatifs à la harpe et à la musique en général.
- George Petrie (1790-1866), historien et artiste, fut le second collecteur le plus important. Il est un des principaux fondateurs de la « Society for the preservation and publication of the Melodies of Ireland », qui planifia cinq publications par an, contenant chacune 200 airs arrangés et copieusement annotés. Mais il n’y eut qu’une seule publication de Petrie : The Ancient music of Ireland (1853-1855). Un second volume fut publié de manière posthume en 1882 mais les tunes contenus dans ces deux ouvrages furent arrangés « au goût du jour ». Les collections manuscrites de Petrie, contenant 2 148 pièces, furent finalement confiées au compositeur Sir Charles Villiers Stanford (Dublin, 1852 - Londres, 1924) pour être publiées. Son édition The Petrie Collection of Irish Music (1902-05) contient 1 582 mélodies — 500 furent supprimées — malheureusement non classées de manière systématique. On doit encore à Stanford plusieurs publications de chansons irlandaises arrangées pour une voix et piano, dont Moore’s Irish Melodies Restored, op. 60.

Il faut encore mentionner William Forde (c 1795-1850), premier collecteur à travailler systématiquement, John Edward Pigot (1822-1871), Patrick Weston Joyce (1827-1914) qui édita 824 airs dont une centaine avec accompagnement de piano et James Goodman (1828-1896). Les ouvrages de ces trois derniers ne furent pas publiés.
- Francis O'Neill (1849-1936), est connu comme collecteur et éditeur des deux principales collections de musique irlandaise d’avant le milieu du XXe siècle : The Music of Ireland (1903) qui contient 1 850 mélodies, et The Dance Music of Ireland (1907), dans lequel figurent 1 001 mélodies. Ces dernières proviennent de son premier ouvrage, mais il effectua également des adjonctions. Fervent amateur, O’Neill débuta en notant nombre de mélodies dont il se rappelait, mais il commença sa collection sans intention de la publier. Il rencontra cependant un tel enthousiasme de la part de nombreux amateurs qu’il fut finalement capable d’éditer plus de 2 000 mélodies. O’Neill n’aurait pu effectuer ce travail sans l’aide de la communauté irlandaise de Chicago. En outre, O’Neill a écrit deux livres : Irish Folk Music (1910) et Irish Minstrels and Musicians (1913) dans lesquels se trouvent bien des renseignements à propos de la musique et des musiciens irlandais. Les ouvrages d’O’Neill, qui présentent chaque tune sous ses titres gaélique et anglais, furent les sources les plus importantes et les plus fiables avec les trois volumes de F. Roche (Collection of Irish Airs, Marches and Dance Tunes, Dublin, 1911-1927) jusque dans les années 1960.
- Breandán Breathnach (1910-1985), dont l'ouvrage Ceol Rince na hÉireann consiste en une collection de cinq volumes publiés entre 1963 et 1999. Dans le corps de l'ouvrage, tous les titres de tunes ainsi que les annotations sont en gaélique. L’index des mélodies est organisé par danse, et comporte les titres gaéliques et anglais classés par ordre alphabétique. L’amateur non-gaélisant devra donc effectuer un fastidieux travail de recherche pour retrouver le titre en anglais.

Par ailleurs, certaines publications, par exemple la Ryan’s Mammoth Collection : 1 050 reels, jigs, hornpipes,… (1883) contenant des tunes indubitablement irlandaises, prétendent présenter de la musique populaire « américaine ».

### Notations
Toutes les sources ci-dessus mentionnées étaient transcrites selon le système de notation musicale « classique » or plusieurs dizaines de « collecteurs » œuvrent depuis des années et proposent sur Internet près de 20 000 tunes transcrites en notation « ABC ». Il s'agit d'un système se basant sur la tablature d'orgue allemande remontant au XIVe siècle (la musique s'écrit comme un texte : la note de base est le la, traduite (ou transcrite) par la lettre A ; B signifie un si, C = do, etc. On écrit les notes les unes à la suite des autres, avec des conventions pour le rythme, la mesure, les reprises). Cette notation permet à ceux qui ne connaissent pas le solfège d'accéder facilement à l'écriture musicale.
L’irish traditional music diffère à bien des égards de la musique classique ou savante qui se présente — à l’exception de la basse continue baroque — sous forme de partitions prêtes à être jouées. Une autre différence est l’aspect diatonique : l'essentiel des airs sont écrits sur les 7 notes naturelles d'une tonalité, avec très peu d'altérations.
Étant donné que chaque danse est très courte — environ 45 secondes pour un hornpipe joué une seule fois, reprises comprises —, les musiciens jouent en général deux ou trois fois une même danse, et lui juxtaposent toujours une danse voire plus, formant ainsi une suite, surtout en concert, lorsque les auditeurs écoutent plus attentivement que les danseurs, qui souhaitent au contraire moins de danses différentes jouées un plus grand nombre de fois. Il faut dès lors sélectionner, au sein de l’énorme répertoire, quelle danse va succéder à quelle autre danse.
Les partitions ne comportent que la mélodie, celle-ci étant l'essence de la musique irlandaise. C'est ainsi qu'a été transcrite la musique de O'Carolan à partir de la fin du XVIIe siècle, nous privant d'informations précieuses sur les modes d'accompagnement et d'harmonisation de la musique à l'époque. L’accompagnement et l’harmonie n'ont fait leur apparition que dans les années 1960. Actuellement, tout groupe se doit d’harmoniser et arranger ses mélodies, c’est-à-dire choisir les accords d'accompagnement, éventuellement composer une seconde voix, imaginer une introduction, etc. Le dépouillement des airs irlandais permet qu'ils soient utilisés par diverses sensibilités musicales, par exemple avec des harmonisations de style classique, jazz ou country.
Pour se produire en concert, chaque groupe procède à l’instrumentation : il doit donc décider quel(s) instrument(s) commence(nt) la suite, quel autre instrument s’ajoute ou prend le relais, sans oublier le final qui prend en compte l’ornementation, en principe propre à chaque instrument. Jouer cette musique implique un important travail personnel qui pourrait partiellement s’assimiler à une tâche d'arrangeur.
De nombreux groupes ou interprètes actuels composent des tunes dans le style traditionnel : De Dannan, Shantalla, le fiddler Frankie Gavin, le flûtiste Matt Molloy, le multi-instrumentiste Dónal Lunny, etc. Plusieurs musiciens se sont taillé une réputation de compositeurs, par exemple le fiddler et pianiste Charlie Lennon, Paddy Fahey de l'East Galway qui a composé des reels et des jigs, souvent dans les tonalités de ré mineur ou de sol mineur, au doigté agréable sur un violon, mais difficile à la flûte et aux pipes. Par ailleurs, divers groupes ont adapté des œuvres d’autres styles : c’est le cas de l’Irish March — extraite de The Battle de William Byrd (1543-1623), virginaliste anglais — arrangée par Planxty, de l’Arrivée de la Reine de Saba de Haendel, œuvre transformée par De Dannan, ou de Music for a found harmonium de Simon Jeffes (1949-1997) repris par le groupe Patrick Street. On peut citer également l'aventure d'O'Stravaganza, où la musique classique et la musique irlandaise se répondent à travers des reprises d'airs composés par Vivaldi et Turlough O'Carolan. C’est ainsi que la musique traditionnelle évolue peu à peu et poursuit son aventure vivante.
Certains musiciens de pop, de rock ou de jazz n'hésitent d'ailleurs pas à participer à l'enregistrement de vieilles chansons gaéliques ; ainsi Sting, Mark Knopfler, Tom Jones ou les Rolling Stones répondirent à l'appel de Paddy Moloney, leader du groupe Chieftains, pour le disque The Long Black Veil, et Kate Bush collabora avec Alan Stivell pour son disque Again.

## Instruments
Le terme oïrfideach (« celui qui souffle », synonyme de « sonneur ») désigne de manière générique un musicien en gaélique ; ceci suggère que les premières musiques apparues en Irlande étaient peut-être jouées par une cornemuse ou une flûte. Le mot piopai (de pipe en anglais), qui désigne un instrument à chalumeau) est signalé pour la première fois dans un poème contenu dans le Book of Leinster, manuscrit datant d’environ 1160 ; dans ces mêmes vers, sont mentionnés le fidli (fiddle) le violon d'Irlande, et le timpán, instrument à cordes dont on jouerait avec un archet — sans qu’aucune autre précision ne soit connue à ce propos (peut-être une adaptation du mot « tympanon », sorte de cithare à marteaux).
La harpe irlandaise naquit peut-être dans le courant du IXe siècle, attestée par le psautier de Folchard émanant du monastère irlandais de Saint Gall. L’instrument était muni de cordes en laiton et cuivre, à la caisse de résonance creusée d’un seul bloc dans du saule. La beauté de son timbre et l’habileté des harpistes sont cités dès le XIIe siècle par le Giraldus Cambrensis (Giraud de Cambrie), homme d'église gallois pourtant peu enclin à apprécier la culture irlandaise. Jusqu’au XVIe siècle, les harpeurs jouirent d’une haute considération et d’une situation sociale enviable ; par la suite, les Anglais les persécutèrent en tant que vecteurs de dissémination de la résistance irlandaise. Mais dans le même temps, on sait que la Reine d'Angleterre Elisabeth 1re entretenait un joueur de harpe irlandais à sa cour. Le déclin de la noblesse qui les entretenait et les protégeait fit d’eux des ménestrels ambulants dont l’exemple le plus fameux est Turlough O'Carolan (1670-1738). L’instrument disparaît au début du XIXe siècle avec Arthur O’Neill, dernier harpeur. Vers la fin du XXe siècle, débute lentement la renaissance d’un instrument, aux cordes aussi bien en boyau qu'en métal, connu aujourd’hui sous le nom de harpe celtique.

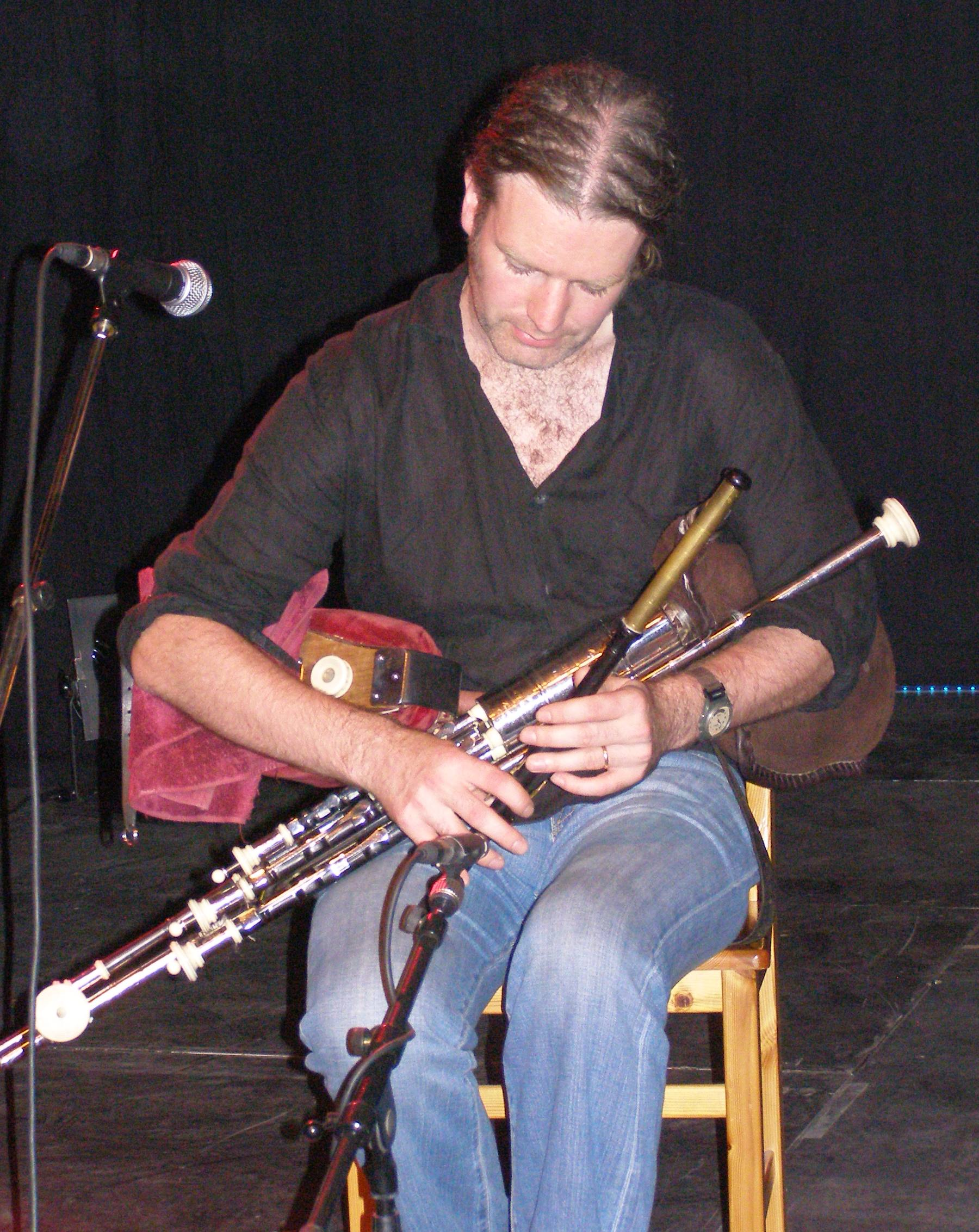
Cilian Vallely, piper du groupe Lúnasa

La cornemuse irlandaise ou union pipes (ou encore uilleann pipes où uillean est le génitif de "coude") est constituée de trois bourdons, de régulateurs à douze clés (pour l’accompagnement), d’un soufflet actionné par le coude, d’un sac (coincé entre le coude et la hanche) et d’un chalumeau à deux octaves. Apparu au XVIIe siècle (pastoral pipes) cette cornemuse était à l'origine le plus souvent accordée en Si♭, mais elle est beaucoup plus courante aujourd'hui en Ré. Le terme "Uilleann pipe" a été inventé au début du XXe siècle ; il s'est répandu au point d'être considéré aujourd'hui comme le nom générique de l'instrument.
L’instrument à percussion le plus utilisé porte le nom de bodhrán; mesurant environ 60 cm de diamètre et 10 à 12 cm de haut ; son cadre est en frêne et sa membrane en peau de chèvre, parfois en daim ou lévrier ; il est frappé par un petit bâton de frêne ou de houx d’à peu près 15 à 20 cm de long à chaque bout duquel on trouve une partie ovaloïde. Ce tipper est tenu entre les doigts, l’essentiel du jeu étant effectué par le poignet. Ce type de jeu porte le nom de "Kerry style". Il existe une technique plus récente qui utilise un tipper (ou stick) droit (donc sans renflement aux extrémités) tenu par une des extrémités. On frappe donc la peau uniquement avec une extrémité. Un jeu complexe de redoublements et de rebonds permet une étonnante variété des rythmes. John Joe Kelly (Flook) et Eamon Murray (Beoga) sont les spécialistes du genre.
Le violon, toujours appelé fiddle, est le plus souvent monté avec des cordes métalliques et un chevalet plutôt plat. Dans sa forme actuelle, il diffère peu du violon classique. Par contre, il existe depuis longtemps dans les campagnes, car il était considéré comme un instrument facile à fabriquer. Il en a existé de toutes formes, réalisés dans toutes sortes de matériaux, y compris le métal comme le fer blanc ou le laiton.
Il y a aussi plusieurs types de flûte : 
- principalement l’Irish concert flute – en bois (ou de nos jours en polymère), proche du traverso baroque, c'est une flûte traversière avec ou sans clefs. Celle sans clé est diatonique, très majoritairement en tonalité de ré. Celle à clefs permet de jouer plus facilement les altérations, ce qui rend l'instrument chromatique. C'est l'instrument qui était en usage dans les orchestres classiques au XIXe siècle.
- les whistles, flûtes à bec en métal ou en bois généralement à 6 trous, chez qui on distingue deux familles :
  - les petites flûtes appelées tin whistles par référence à la matière dont elles étaient faites, le fer-blanc ("tin"), ou penny whistles par référence au fait qu'elles coûtaient peu cher
  - les low whistles, bien plus imposants que les tin whistles car jouant une octave en dessous, et donc de la taille d'une flûte alto ou ténor.

L'accordéon, d'origine allemande, se divise en accordéon chromatique (principalement à touches piano, plutôt de tradition nord irlandaise et écossaise) et accordéon diatonique. Les premiers modèles diatoniques bisonores étaient des mélodéons en do (C), ré (D) ou sol (G) à une seule rangée avec de 1 à 4 voies. Le système à une rangée a été ensuite décliné en un système à deux rangées diatoniques bisonores séparées par un demi-ton, à la manière de l’harmonica dit chromatique. Ce système de fabrication simple offre l'ensemble des notes possibles sur environ deux octaves et demie avec un instrument bien plus compact et léger que l'accordéon à touches piano, mais au prix d'une technique instrumentale très élaborée qui nécessite une grande pratique, souvent dès le plus jeune âge. Les musiciens qui en jouent sont, par exemple, Joe Cooley, Jacky Daly. À la suite d'une erreur de livraison, un stock d'accordéons en si/do (au lieu de do#/ré) s'est retrouvé en Irlande. Ces instruments ont été essayés et finalement adoptés car ils permettaient, certes au prix d'un apprentissage intense, d'obtenir un jeu plus lié et par conséquent une meilleure gamme d'expression possible pour interpréter la musique irlandaise. C'est le système le plus pratiqué de nos jours en Irlande. (Joe Burke, Paddy 'Nenagh' O'Brien, Dermot Byrne (Altan), Sharon Shannon, etc.)
Le concertina (petit accordéon hexagonal, surtout en usage dans le comté de Clare) est d'origine anglaise (systèmes English, chromatique et anglo, diatonique bisonore en G/C). Il a connu un développement particulier en Irlande (système anglo-irish en G/C + chromatismes). C'est un des instruments les plus compacts qui soient, sachant qu'il couvre 2 octaves et demie et que sa puissance n'a rien à envier à certains accordéons, malgré un système de anches libres à une voix (Noel Hill, Mary McNamara, Micheal O'Reilly (Providence), etc.).
De nos jours, on rencontre également souvent le banjo ténor (4 cordes) ; la mandoline (à fond plat dite mandoline irlandaise) ; la guitare, souvent accordée en DADGAD (c'est-à-dire ré la ré sol la ré — accord de "ré sus 4" popularisé par Davey Graham dans les années 1960) en lieu et place de l'accordage habituel mi la ré sol si mi ; le cistre, proche du mandole, à 4 ou 5 chœurs (un chœur représente deux cordes rapprochées et jouées simultanément).
Le bouzouki ou Irish bouzouki fut importé au début des années 1960 à la suite d’une autre erreur : Alec Finn demanda à un ami qui allait en Grèce de lui rapporter un luth, mais l’ami lui rapporta un bouzouki, cousin du luth. Finn se contenta du bouzouki, instrument dont la caisse a le fond bombé et comportant un long manche muni de 3 chœurs (3 cordes, chacune étant doublée) en DAD (ré la ré). Par la suite, le luthier Peter Abnett fabriqua, en collaboration avec Alec Finn et surtout Dónal Lunny, un instrument quelque peu différent : la caisse a une forme de larme et le fond très légèrement bombé, presque plat, 4 chœurs, cordes et accord différents (GDAD ou GDAE). Ainsi naquit le bouzouki irlandais. Trois autres musiciens utilisèrent le bouzouki dès les années 1970 : les célèbres Andy Irvine et Dónal Lunny, ainsi que Johnny Moynihan. Depuis quelques années, divers instruments hybrides voient le jour, comme le bouzouki au corps de guitare qu’utilise Andy Irvine. Un des principaux luthiers irlandais de mandolines, cistres, bouzoukis, etc. se nomme Joe Foley.
Le hammered dulcimer bien qu'attesté ici ou là, n'a pas connu de développement important en Irlande avant le XIXe siècle.

## Musique classique
La musique savante a fait son apparition en Irlande à la période baroque avec des compositeurs tels Charles Coffey et Matthew Dubourg, mais les premiers compositeurs remarquables furent à la période romantique John Field et à la période moderne Charles Villiers Stanford. Cette musique semble toutefois ne retenir qu'un public restreint.
Citons également Seán Ó Riada, musicien de formation classique passionné de musique traditionnelle, qui a beaucoup arrangé la musique traditionnelle pour orchestre classique.

## Musique contemporaine
La musique pop rock a trouvé en Irlande une terre propice à son développement grâce à l'activité intense des musiciens traditionnels parmi les couches populaires de la société.
Le rock irlandais a trouvé son expression au travers d'artistes tels que Van Morrison (du groupe Them), Rory Gallagher, Phil Lynott et Gary Moore (du groupe Thin Lizzy), U2, The Undertones, Bob Geldof (du groupe The Boomtown Rats), The Pogues, Sinéad O'Connor et The Cranberries.

## Session de musique irlandaise
Les sessions de musique irlandaise sont des réunions publiques et informelles entre musiciens qui se tiennent de manière hebdomadaire ou mensuelle dans des pubs. Il existe souvent un noyau dur de quelques musiciens habitués auquel s’ajoutent des musiciens occasionnels. La première session connue fut celle du Devonshire Arms à Londres en 1947, bien que les ethnomusicologues[Qui ?] pensent que les Irlandais immigrés aux États-Unis aient initié cette pratique bien avant ; les sessions se répandirent ensuite en Irlande et dans de nombreux pubs à travers le monde.